# 신시도초등학교
신시도초등학교(新侍島初等學校)는 대한민국 전북특별자치도 군산시 옥도면 신시도에 있었던 공립 초등학교였다.

## 학교 연혁
- 1943년 3월 30일: 설립인가
- 1944년 4월 17일: 신시도공립국민학교 개교
- 1982년 3월 1일: 야미도국민학교를 분교로 편입
- 2004년 3월 8일: 신시도초등학교 병설유치원 개원
- 2024년 3월 4일: 야미도분교 통폐합
- 2025년 2월 28일: 81년만에 폐교[1]